# 汪兆銘工作

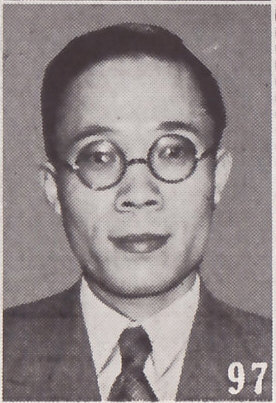
高宗武

汪兆銘工作（おうちょうめいこうさく）は、日中戦争が続行しているなかで大日本帝国政府と、当時中華民国の中国国民党副総裁であった汪兆銘（号は精衛）との間で行われた和平工作。この工作は1938年（昭和13年、民国27年）7月に極秘裏に来日した和平派の高宗武と、陸軍省軍務課長の影佐禎昭や陸軍参謀本部支那班長の今井武夫との会談を端緒としている。この工作は、結果として1940年（昭和15年、民国29年）3月に汪兆銘を首班とする南京国民政府（汪兆銘政権）の成立をもたらした。

## 経緯

### 日中戦争勃発

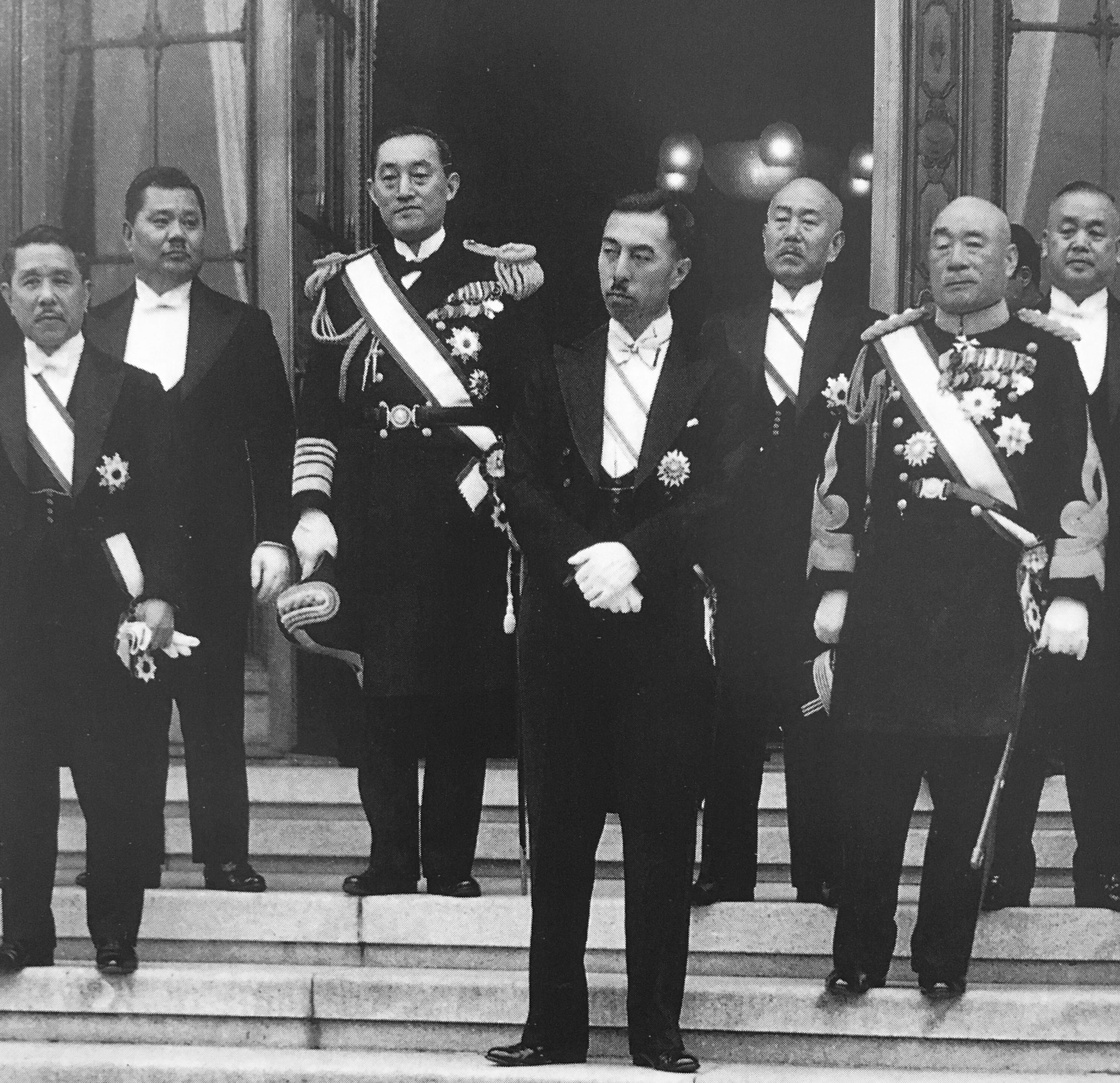
近衛文麿内閣

1937年（民国26年、昭和12年）7月7日の盧溝橋事件をきっかけに、日中戦争（支那事変）が始まった。徹底抗戦を貫く蔣介石に対し、汪は「抗戦」による民衆の被害と中国の国力の低迷に心を痛め、「反共親日」の立場を示し、和平グループの中心的存在となった。トラウトマン工作の失敗を受けた近衛内閣は、尾崎秀実による工作や軍部の強硬論の影響もあって、1938年1月に、「爾後国民政府ヲ対手トセズ（今後、蔣介石の国民政府を交渉相手にしない）」という趣旨の近衛声明（第一次）を発表し、和平の可能性をみずから断ち切った。
日本は、つぎつぎに大軍を投入する一方、宇垣一成外務大臣がイギリスの仲介による和平の途を模索していた（宇垣工作）。しかし、宇垣工作は陸軍の出先や陸軍内部の革新派（統制派の前身）からの強い反対を受け、頓挫した。
11月20日、蔣介石率いる国民政府が南京から四川省重慶への遷都を通告した。12月13日、日本軍は国民政府の首都であった南京を占領した（南京戦）。翌14日には、日本軍の指導で北京に王克敏を行政委員長とする中華民国臨時政府が成立している。南京占領後、日中戦争は徐州作戦・武漢作戦・広東作戦を経て戦争は長期持久戦となっていった。
1938年3月から4月にかけて湖北省漢口で開かれた国民党臨時全国代表大会では、はじめて国民党に総裁制が採用され、蔣介石が総裁、汪兆銘が副総裁に就任して「徹底抗日」が宣言された。すでに党の大勢は連共抗日に傾いており、汪兆銘としても副総裁として抗日宣言から外れるわけにはいかなかったのである。一方、3月28日には南京に梁鴻志を行政委員長とする親日政権、中華民国維新政府が成立している。こうしたなか、この頃から日中両国の和平派が水面下での交渉を重ねるようになった。この動きはやがて、中国側和平派の中心人物である汪をパートナーに担ぎ出して「和平」を図ろうとする、いわゆる「汪兆銘工作」へと発展した。

### 汪兆銘工作の始まり

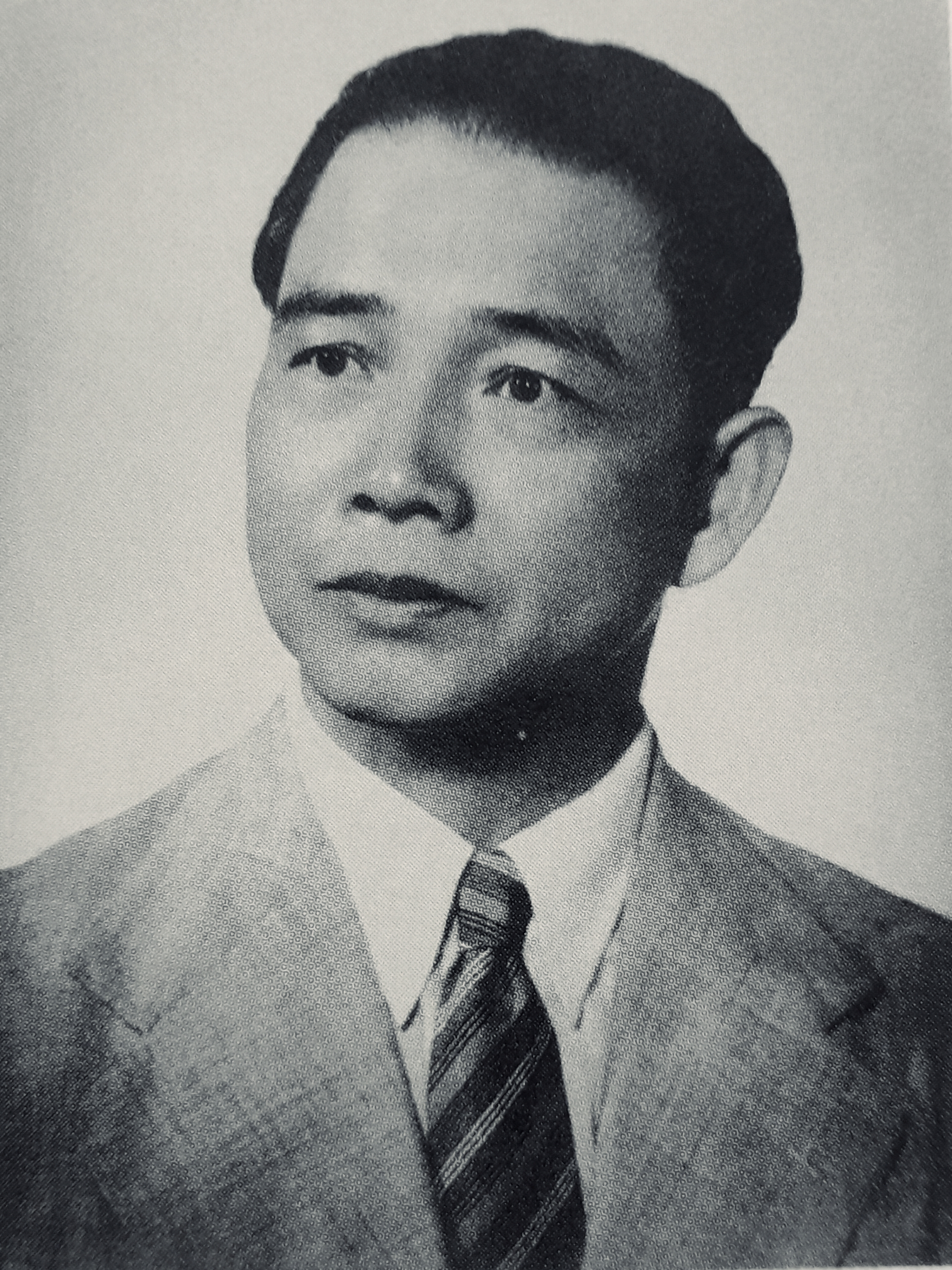
汪兆銘

汪兆銘工作の中心となったのは、当初、国民政府外交部アジア局日本課長の董道寧、南満州鉄道南京事務所長の西義顕、同盟通信社上海支局長の松本重治らであった。西、松本は董道寧の日本行きに賛成し、董道寧の日本でのスケジュールを陸軍参謀本部第八課長の影佐禎昭大佐に依頼した。1938年2月末、董道寧は西の部下である満鉄の伊藤芳男を同行して来日し、影佐大佐と会った。
影佐は、董道寧を時の参謀次長の多田駿中将、第二部長の本間雅晴少将、支那班長の今井武夫中佐らに紹介している。3月27日、董道寧、董道寧の上司である国民政府外交部の高宗武、西、伊藤、松本の5人は香港で会談を行い、和平工作を進めた。
汪兆銘は、早くから「焦土抗戦」に反対し、全土が破壊されないうちに和平を図るべきであると主張していた。1938年6月、汪とその側近である周仏海の意を受けた高宗武が極秘裏に渡日して日本側と接触、高の会談相手には多田参謀次長も含まれていた。高宗武自身は日本の和平の相手は汪兆銘以外にないとしながらも、あくまでも蔣介石政権を維持したうえでの和平工作を考えていた。
1938年10月12日、汪はロイター通信の記者に対して日本との和平の可能性を示唆、さらにそののち長沙焦土作戦に対して明確な批判の意を表したことから、蔣介石との対立が明らかとなった。
日本では、11月3日に近衛文麿が「善隣友好、共同防共、経済提携」の三原則から成る「東亜新秩序」声明を発表していた（第二次近衛声明）。これは、日本が提唱する東亜新秩序に参加するならば、蔣介石政権であっても拒まないことを示しており、第一次声明の修正を意味していた。一方、陸軍参謀本部の今井武夫によれば、汪は11月16日の蔣との話し合いで、蔣政権からの離脱を決心したと伝えられる。

### 汪兆銘の重慶脱出

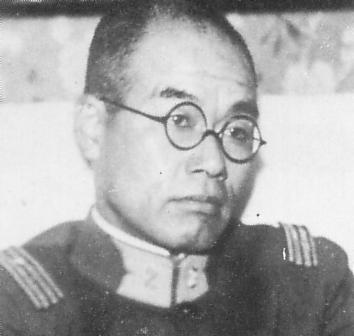
影佐禎昭

11月、上海の重光堂において、汪派の高宗武・梅思平と、日本政府の意を体した参謀本部の今井・影佐との間で話し合いが重ねられた（重光堂会談）。
11月20日、両者は「東亜新秩序」の受け入れや中国側による満洲国の承認がなされれば日本軍が2年以内に撤兵することなどを内容とする「日華協議記録」を署名調印した。そして、日華防共協定がむすばれるならば、日本は治外法権を撤廃し、租界返還も考慮するとされたのである。
この合意の実現のため、汪兆銘側は、汪が重慶を脱出し、日本は和平解決条件を公表し、汪はそれに呼応する形で時局収拾の声明を発表し、昆明（雲南省）や四川省などの日本未占領地域に新政府を樹立するという計画を策定した。汪兆銘は、このまま戦争が長引けば必ずや亡国に至るであろうと判断して重大な決断を下したのであるが、それでもなお、最終的な調印条件がもたらされた後になって、急にこれまでの決定をすべて覆して検討したいと述べるなど、その決断には大きな動揺をともなった。
12月18日、汪はついに重慶からの脱出を決行した。汪の一行は、重慶から昆明に向かい、雲南省政府主席の竜雲と協議の場をもった。重光堂の会談では、汪が重慶を脱出したら、竜雲の雲南軍がまず呼応することになっており、竜雲自身もまた汪の和平工作に大きな期待をかけていた。しかし、結果として竜雲は汪一行の脱出に便宜をあたえたにとどまった。
汪一行は昆明に1泊し、12月20日、仏領インドシナの首府ハノイに着いた。周仏海は、昆明で汪一行に合流し、ともにハノイに渡った。陳璧君の弟陳昌祖は昆明の空港で働いていたが、のちにハノイに移った。竜雲は、蔣介石に対し、汪のハノイ行きを正直に打電している。汪らの脱出に前後して、陶希聖・梅思平らの汪グループなど総勢44名がそれぞれ重慶から脱出した。

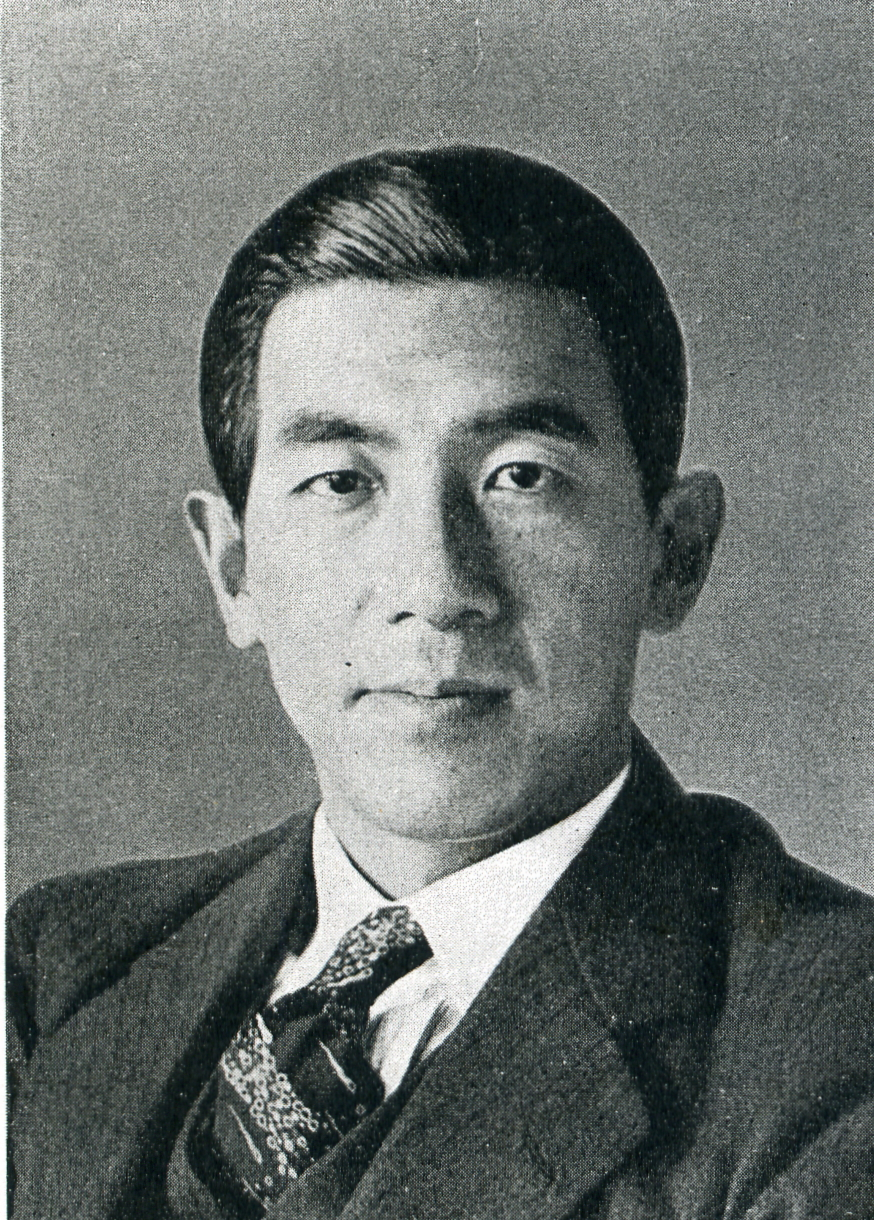
犬養毅の三男、犬養健

しかし、汪グループにとって期待外れだったのは、昆明の竜雲はじめ、四川の潘文華、第四戦区（広東・広西）の司令官張発奎などの軍事実力者たちが、誰ひとりとして汪の呼びかけに応じなかったことである。さらに打撃だったのが、12月22日、汪の脱出に応える形で発表された近衛声明（第三次近衛声明）である。声明は、汪と日本側の事前密約の柱であった「日本軍の撤兵」には全く触れておらず、日中和平に尽力した西や松本、衆議院議員の犬養健らを嘆かせ、汪グループもこれに強い失望をいだいたのであった。
1938年12月29日、汪は通電を発表し、広く「和平反共救国」を訴えた。これは、韻目代日による「29日」の日付をとって「艶電」と呼ばれる。ここで汪は「もっとも重要な点は、日本の軍隊がすべて中国から撤退するということで、これは全面的で迅速でなけらばならない」と述べ、それ以前の日本側との交渉内容を踏まえ、約束の履行を求めたものではあったが、汪に続く国民党幹部は決して多くなく、日本軍撤退もなかった。
蔣政権はこれに対し、ただちに汪を国民党から永久除名し、一切の公職を解いた。日本では、1939年1月、近衛文麿が突然首相を辞任し、汪の構想は完全に頓挫してしまった。

### ハノイ狙撃事件
当初の構想に変更を余儀なくされた汪は、しばらくそのままハノイに滞在した。この年の3月21日、暗殺者がハノイの汪の家に乱入、汪の腹心であった曽仲鳴を射殺した。蔣介石が放った刺客は汪をねらったが、たまたま当日は汪と曽が寝室を取り替えていたため、曽が身代わりに犠牲になったものだった。これに先だって、汪兆銘の甥（姉の息子）で民兵と深いつながりのあった沈次高が蔣介石一派により暗殺され、汪兆銘派の首脳で宣伝を担当していた林柏生も香港で暴漢に襲われた。
汪兆銘は、3月28日付の雲南省と香港の新聞に、和平工作は汪個人の主張ではなく、本来的に蔣介石の了解事項であったことを訴えた。トラウトマン工作についても、汪のみならず蔣も和平案を認め、納得していたことを暴露したうえで、政権内で工作するわけにはいかないから、汪があえて政権外に出て政府の意思の実践に着手したのであり、その彼を裏切り者呼ばわりするのはまことに不当であると批判した。
日本側は、ハノイが危険であることを察知し、汪を同地より脱出させることとした。陸軍大臣板垣征四郎は、汪兆銘の意思を尊重しつつ安全地帯に連れ出すことを命令し、これを受けた影佐禎昭は陸軍のみならず関係各省の合意が必要であると主張して、須賀彦次郎海軍少将、外務省・興亜院からは矢野征記書記官、国会議員の犬養健らを同行させることを条件に、この工作に携わった。山下汽船北光丸に乗り込んだ影佐らは4月14日に仏領インドシナのハイフォンに入港し、秘密裏にハノイの汪に接触した。4月25日、汪はハノイを脱出してフランス船をチャーターしてトンキン湾を北上、汕頭沖で北光丸に乗り換えて5月6日に上海に到着した。
覚悟を決めた汪兆銘は蔣介石との決別を決意した一方、蔣介石は、汪の和平工作に反対して「徹底抗戦」を訴えるとともに竜雲・李宗仁・唐生智といった、かつて汪兆銘に親しかった人物の切り崩しを工作した。ここに至って、両者は修復不能な関係に陥ったのである。

### 交渉の進展と紛糾
一時は新政府樹立を断念していた汪だったが、ハノイでの狙撃事件をきっかけに、「日本占領地域内での新政府樹立」を決意するに至った。これは、日本と和平条約を結ぶことによって、中国・日本間の和平のモデルケースをつくり、重慶政府に揺さぶりをかけ、最終的には重慶政府が「和平」に転向することを期待するものだった。汪兆銘は影佐に対し、新政府を設置しても自分は政権に執着しないと述べており、蔣介石に百歩譲っても基本的に中国を二つに割りたくないこと、戦火によって民衆の犠牲をできるだけ避けたいことを訴えている。

南京国民政府国旗

上海に移った汪は、ただちに日本を訪問し、新政府樹立への内諾を取り付けた。
5月31日、汪とかれの配下であった周仏海、梅思平、高宗武、董道寧らは神奈川県横須賀市の海軍飛行場に到着した。日本側は、板垣征四郎が汪兆銘政権が青天白日満地紅旗を用いることに難色を示し、これに対しては汪兆銘側にとっても譲れないところであったので、青天白日旗に「和平　反共　建国」のスローガンを書き入れた黄色の三角旗（瓢帯）を加えて和平旗とすることで折り合いがついた。
また、日本側は北洋軍閥の呉佩孚を加えて汪・呉の合作による和平工作とすることも検討し、土肥原賢二中将もこれを呉に打診したが、呉からは合作の条件として日本軍撤退を持ち出され、この案は立ち消えとなった。

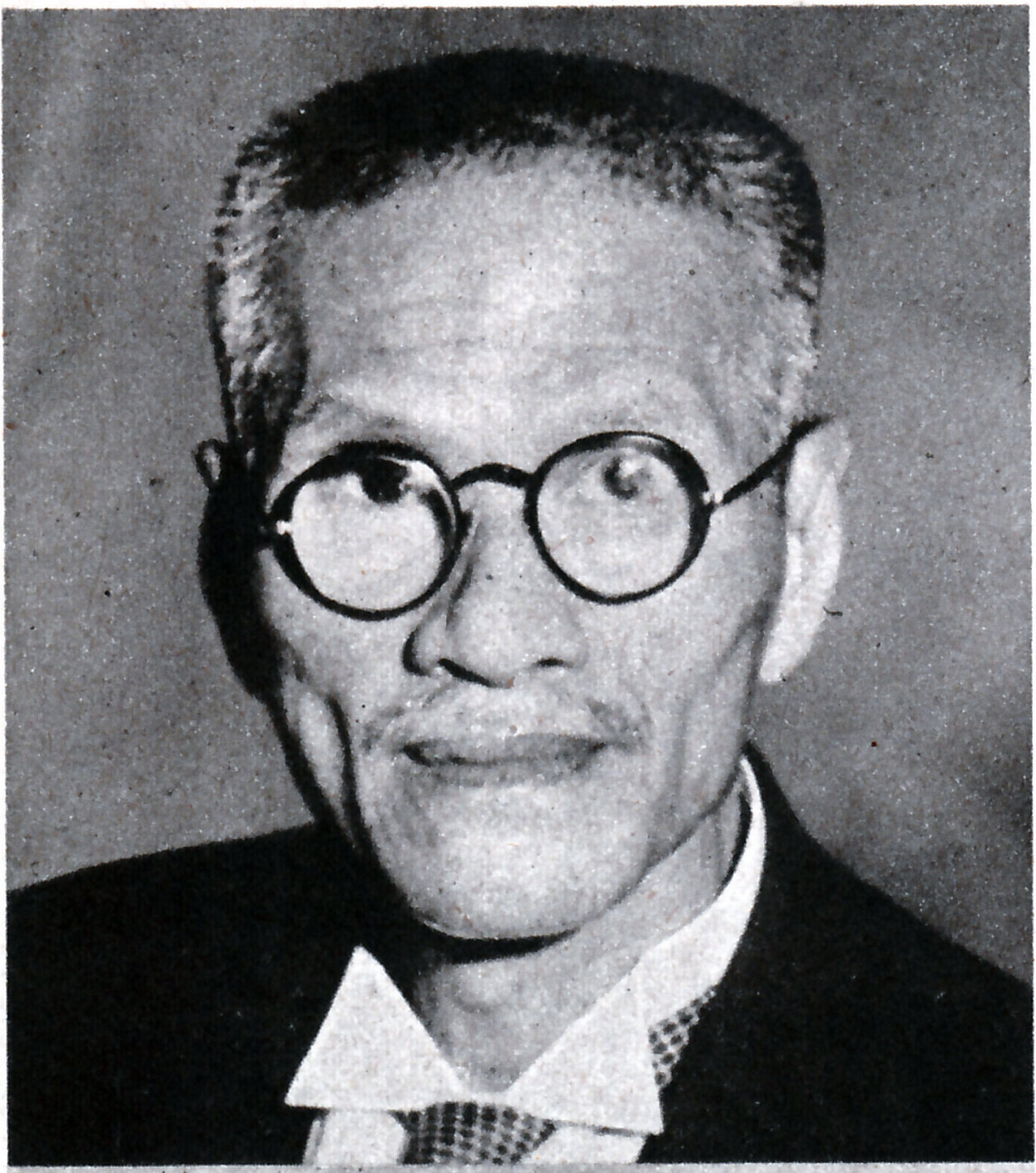
臨時政府行政委員会委員長の王克敏

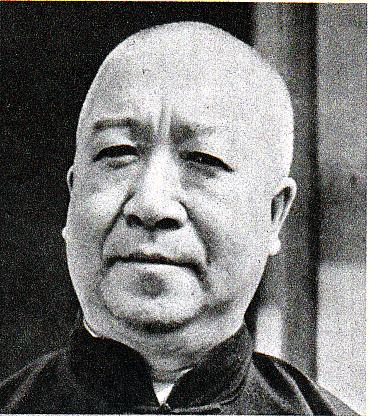
維新政府行政院長の梁鴻志

中国に戻った汪兆銘は、1939年8月「純正国民党」を称し、8月28日より、国民党の法統継承を主張すべく上海で「第六次国民党全国大会」を開催、自ら党中央執行委員会主席に就任した。このときの大会宣言で汪は、去る1938年12月の近衛声明（第二次声明）に呼応して対日「和平」を決意したと述べ、これが孫文の「大亜細亜主義」にもとづくものであるとして国民党政権としての正統性を主張したのであった。そして、日本占領地内の親日政権の長であった王克敏、梁鴻志と協議を行い、9月21日、中央政務委員の配分を「国民党（汪派）が三分の一、王克敏の臨時政府と梁鴻志の維新政府が両方で三分の一、その他三分の一」とすることで合意に達し、彼らと合同して新政府を樹立することとなった。
次いで10月、新政府と日本政府との間で締結する条約の交渉が開始された。しかし日本側の提案は、従来の近衛声明の趣旨を大幅に逸脱する過酷なもので、汪工作への関わりが深い今井武夫が「権益思想に依り新たに政府各省から便乗追加された条項も少くなく、忌憚なく言って、帝国主義的構想を露骨に暴露した要求と言う外ない代ろ物であった」と回想し、影佐禎昭も「十月初興亜院会議決定事項として堀場中佐及平井主計中佐の持参せる交渉原案を見るに及び自分は暗然たるを禁じ得なかつた。…堀場中佐は自分に問ふて曰く『この条件で汪政府が民衆を把握する可能性ありや』と自分は『不可能である』と答へざるを得なかつた」とふりかえるほどであった。
あまりの過酷な条件である「華日新関係調整要綱」に、汪自身もいったんは新政府樹立を断念したほどであった。
1940年1月には、汪新政権の傀儡化を懸念する高宗武、陶希聖が和平運動から離脱して「内約」原案を外部に暴露する事件が生じた。最終段階において腹心とみられた部下が裏切ったことに汪兆銘はおおいに衝撃を受けたが、日本側が最終的に若干の譲歩を行ったこともあり、汪はこの条約案を承諾することとなった。その一方で、陳公博は正式に汪兆銘の側に身を寄せた。
2月2日、これがもとで後に除名処分を受ける立憲民政党の斎藤隆夫議員が、日本の帝国議会において、有名な「反軍演説」を行っている。斎藤はそのなかで、容共抗日の蔣介石と反共親日の汪兆銘が簡単に合流できるはずもないと分析し、日本政府が「対手とせず」といったはずの蔣介石を対手とする動きを強め、その一方で基盤の弱い汪兆銘の新政権を根回ししている矛盾を厳しく批判している。これに対し、この頃の汪兆銘は、日本が蔣介石と交渉するのならばそれでもよいという潔さを見せている。

### 新国民政府の成立

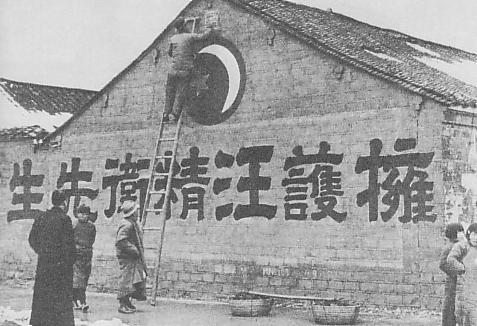
「汪精衛（汪兆銘）先生擁護」を呼びかける南京国民政府の標語

1940年3月30日、南京国民政府の設立式が挙行された。
汪兆銘政権は、国民党の正統な後継者であることを主張するため、首都を重慶から南京に戻すことを示す「南京還都式」の形式をとった。国旗は、青天白日旗に「和平　反共　建国」のスローガンを記した黄色の三角旗を加えたもの、国歌は中国国民党党歌をそのまま使用し、記念日も国恥記念日を除けば、国民党・国民政府のものをそのまま踏襲した。汪はまた、重慶政府との合流の可能性をも考慮して、当面のこととして新政府の「主席代理」に就任し、重慶政府主席の国民党長老・林森を名目上の主席とした。しかし、アメリカ合衆国のコーデル・ハル国務長官は、この政府を承認しなかった。蔣介石はこの日、南京国民政府の要人77名への逮捕令を発した。

## 桐工作
汪兆銘工作を進めてきた今井武夫は、その一方で、1939年12月より蔣介石夫人宋美齢の弟、宋子良との接触を非公式に開始し、重慶政府との和平工作（桐工作）に着手していた。この工作は不調に終わり、1940年9月27日、中止するに至った。